# Negicco 2003〜2012 -BEST-
『Negicco 2003〜2012 -BEST-』（ネギッコ - ベスト）は、2012年2月22日にT-Palette Recordsから発売された、Negicco通算1作目のベスト・アルバム。

## 解説
2003年の結成からタワーレコードのアイドル専門レーベル“T-Palette Records”参加までの間にリリースされた楽曲からリマスタリングによる17曲に、新曲1曲を加えた全18曲を収録。
帯コメントは宇多丸（RHYMESTER）が手掛けた。

## 収録曲
1. Party On the PLANET
作詞・作曲：connie（新曲）
2. 圧倒的なスタイル
作詞・作曲：connie（2012年フジテレビ系「めちゃ×2イケてるッ!」エンディング曲）
3. スウィート・ソウル・ネギィー
作詞・作曲：connie
4. ネギさま!Bravo☆
作詞・作曲：connie（勝ち抜き!アイドル天国!!ヌキ天で「ヌキ天クイーン」決定）
5. プラスちっく☆スター
作詞：三島めばえ、作曲：adult education
6. ねぎねぎROCK 〜私もお家に連れてって〜
作詞：武並"J.J"俊明・三島めばえ、作曲：武並"J.J"俊明
7. アノソラヘ
作詞：Nao☆、作曲：atk
8. My Beautiful Life
作詞・作曲：connie
9. Summer Breeze
作詞・作曲：connie
10. 君といる街
作詞・作曲：connie（新録）
11. EARTH
作詞・作曲：connie（新潟テレビ21「Team ECO」キャンペーンソング）
12. SKY
作詞：Nao☆、作曲：ハカセ・寺尾敬博
13. Disco!!The Negicco!
作詞：秋谷銀四郎、作曲・編曲：上野圭市
14. 完全攻略
作詞：SHINKO、作曲：正垣和則、編曲：atk
15. Falling Stars
作詞・作曲・編曲：connie（「第1回 古町音楽祭」グランプリ受賞）
16. トキメキ★マイドリーム
作詞・作曲：connie、編曲：鈴木ユサキ（プロデューサーconnie初提供曲）
17. Anniversaries
作詞：秋谷銀四郎、作曲・編曲：河辺健宏
18. 恋するねぎっ娘
作詞：KURA&OGA、作曲・編曲：atk（デビュー曲、JA全農にいがた「やわ肌ねぎ」PRキャンペーンソング）